# Ikke som os andre
Ikke som os andre er en dansk dokumentarfilm fra 1960 instrueret af Svend Methling og efter manuskript af Hans Hansen.

## Handling
En appel til udenforstående om at forstå de evnesvages handicap samt et forsøg på at forklare, at der ikke er nogen absolut sammenhæng mellem manglende evne og afstumpethed eller omvendt. Filmen fremhæver også betydningen af en erhvervsmæssig oplæring af de evnesvage.